# 6566 Shafter
6566 Shafter (tên chỉ định: 1992 UB2) là một tiểu hành tinh vành đai chính. Nó được phát hiện bởi Takeshi Urata ở Đài thiên văn Nihondaira ở Shimizu, Shizuoka, Nhật Bản, ngày 25 tháng 10 năm 1992. Nó được đặt theo tên Allen Shafter, một giáo sư ở Đại học bang San Diego.